# Rinodina oregana
Rinodina oregana är en lavart som beskrevs av Hugo Magnusson. Rinodina oregana ingår i släktet Rinodina och familjen Physciaceae.   Inga underarter finns listade i Catalogue of Life.